# Mirabilis Liber
Mirabilis Liber (Livro das Maravilhas; em latim: Mirabilis liber qui prophetias revelationesque, necnon res mirandas, preteritas, presentes et futuras, aperte demonstrat...), também conhecido como Liber Mirabilis, é uma compilação anónima, escrita em latim e francês, de profecias e de predições cristãs atribuídas a santos, oráculos (sibilas) e a adivinhos (Merlim). Foi publicada pela em França em 1522. Posteriormente, foi publicada uma única tradução francesa em 1831. O autor usou o pseudônimo de João Vatiguerra (em francês:  Jean Vatiguerre - "João que anuncia a guerra").

## História
A obra foi a primeira ou uma das primeiras compilações impressas de profecias que se tem notícia do planeta e fez grande sucesso no século XVI. O livro possui profecias diversas, supostamente encontradas em diversos locais e escritas em diversas épocas por diversas pessoas. Algumas delas foram atribuídas à Sibila Tiburtina, a São Severo, a Lichtenberger, a Telésforo de Consenza, a Santa Brígida, Joaquim de Fiore e muitos outros.
Uma delas anuncia que o sul da França será inundado e as águas cobrirão as montanhas. Outra anuncia a invasão da Europa por muçulmanos. Como praticamente todos os textos medievais de profecias, tratava de catástrofes, anticristos, papas, reis e o Messias. 
Foi colocado no Índice dos Livros Proibidos de Portugal em 1581.
No século XVIII, durante a Revolução Francesa, a população de Paris correu em massa para as bibliotecas porque se divulgou que a revolução tinha sido profetizada por este livro e o governo francês, para controlar a confusão, impediu a população de ir às bibliotecas para acessá-lo. Logo depois, o governo decidiu remover as folhas dos livros com as profecias procuradas relativas à revolução. Por essa razão, ainda hoje, em várias bibliotecas em Paris, vários exemplares deste livro em latim não possuem as mesmas folhas, que foram arrancadas com esse propósito.